# Réserve naturelle Djerguinski
La réserve naturelle Djerguinski (en russe : Джергинский заповедник) est un zapovednik situé dans le raïon de Kouroumkan en Bouriatie. La réserve a été créée en 1992 en partant de ce qui existait à cet endroit depuis 1974 : le complexe de l'État dénommé zakaznik Djerguinski. Le bâtiment administratif central se trouve dans le village de Maïski à 40 km de la frontière sud de la réserve.

## Géographie
Elle est située dans le cours supérieur de la rivière Bargouzine, au carrefour de trois grands massifs : les monts Bargouzine, les monts Ikatski (ru) et les monts Ioujno-Mouiski (ru). Elle occupe une combe dans le bassin de l'Amoutskaïa (ru) ainsi que les bassins versants au nord et à l'est. Au sud, les limites de la réserve traversent la vallée de la rivière Seia et à l'ouest se poursuit sur la rive gauche de la rivière Bargouzine. Le bassin de l'Amoutskaïa est un bassin d'origine glaciaire en Bouriatie.
La superficie de la réserve est de 238,088 hectares, dont la surface recouverte d'eau représente 894 hectares. Autour de la réserve a été créée une zone protégée d'une largeur de 2 km, dont la superficie totale est d'environ 7,5 millions d'hectares. En raison de son relief montagneux et de son accessibilité difficile, le territoire de la réserve a peu souffert des activités humaines. 

## Climat et écorégion
Le climat est de type continental rigoureux et sec. La durée de la période sans gel est en moyenne de 83 jours par an. La réserve est située dans la taïga de Sibérie orientale. Cette région de Sibérie couvre la zone comprise entre le Ienisseï et le fleuve Léna. Sa frontière nord atteint le cercle polaire Arctique et sa limite sud atteint le parallèle nord à 52 degrés.  

## Flore et faune
La ceinture forestière est dominée par le mélèze. À l'heure actuelle, 650 espèces de plantes plantes vasculaires ont été identifiées, mais encore 29 espèces de plantes rares et endémiques, 201 espèces espèces d'animaux vertébrés : 6 espèces de poissons, 3 espèces d'amphibiens, 4 espèces de reptiles,145 espèces d'oiseaux, 43 espèces de mammifères. Vivent dans la réserve : des élans, des porte-muscs de Sibérie, des Wapitis Manchurian, des sangliers, des chevreuils d'Asie, rarement le renne.

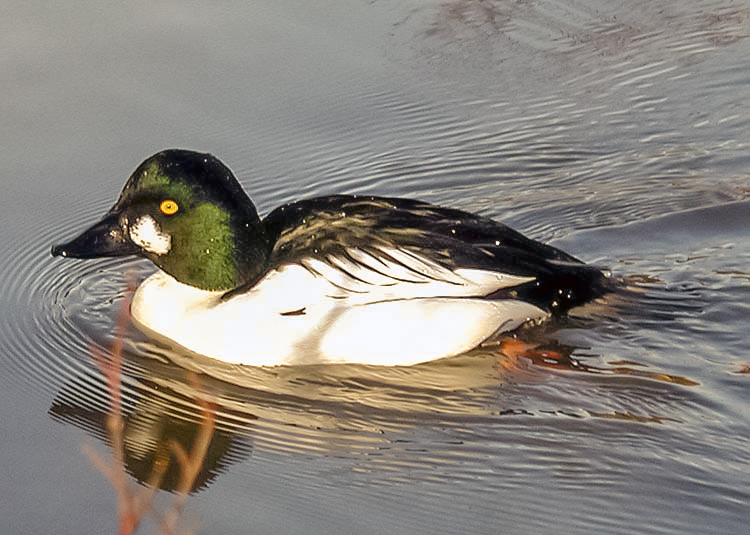
Garrot à œil d'or (Bucephala clangula)
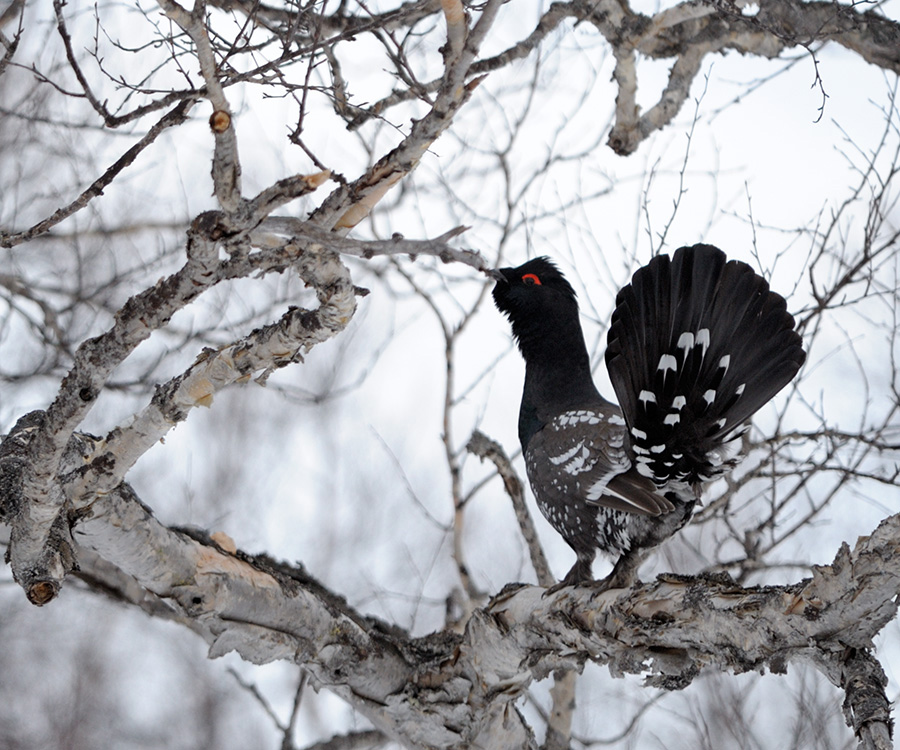
Tétras à bec noir (Tetrao urogalloides)
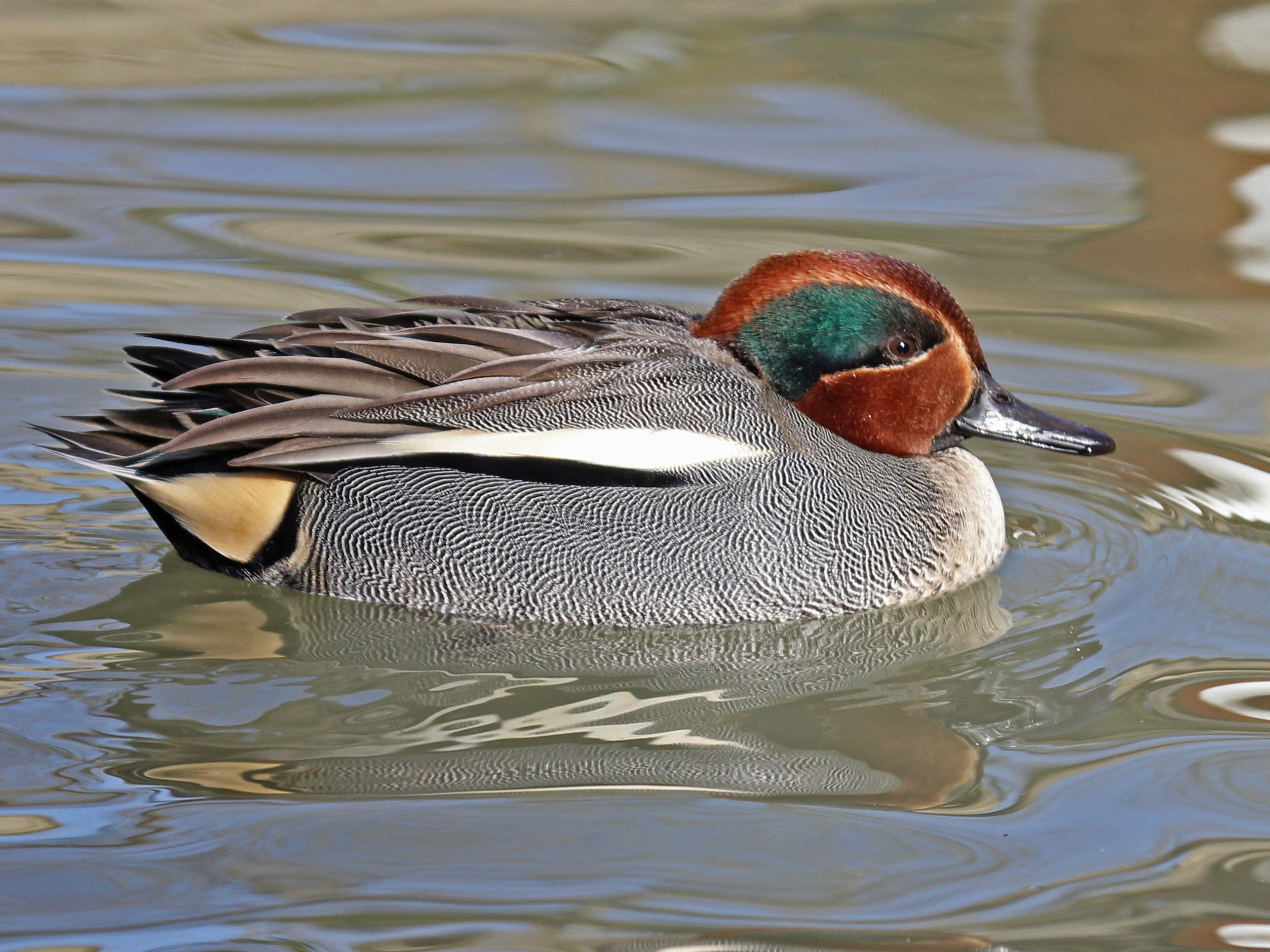
Sarcelle d'hiver (Anas crecca)

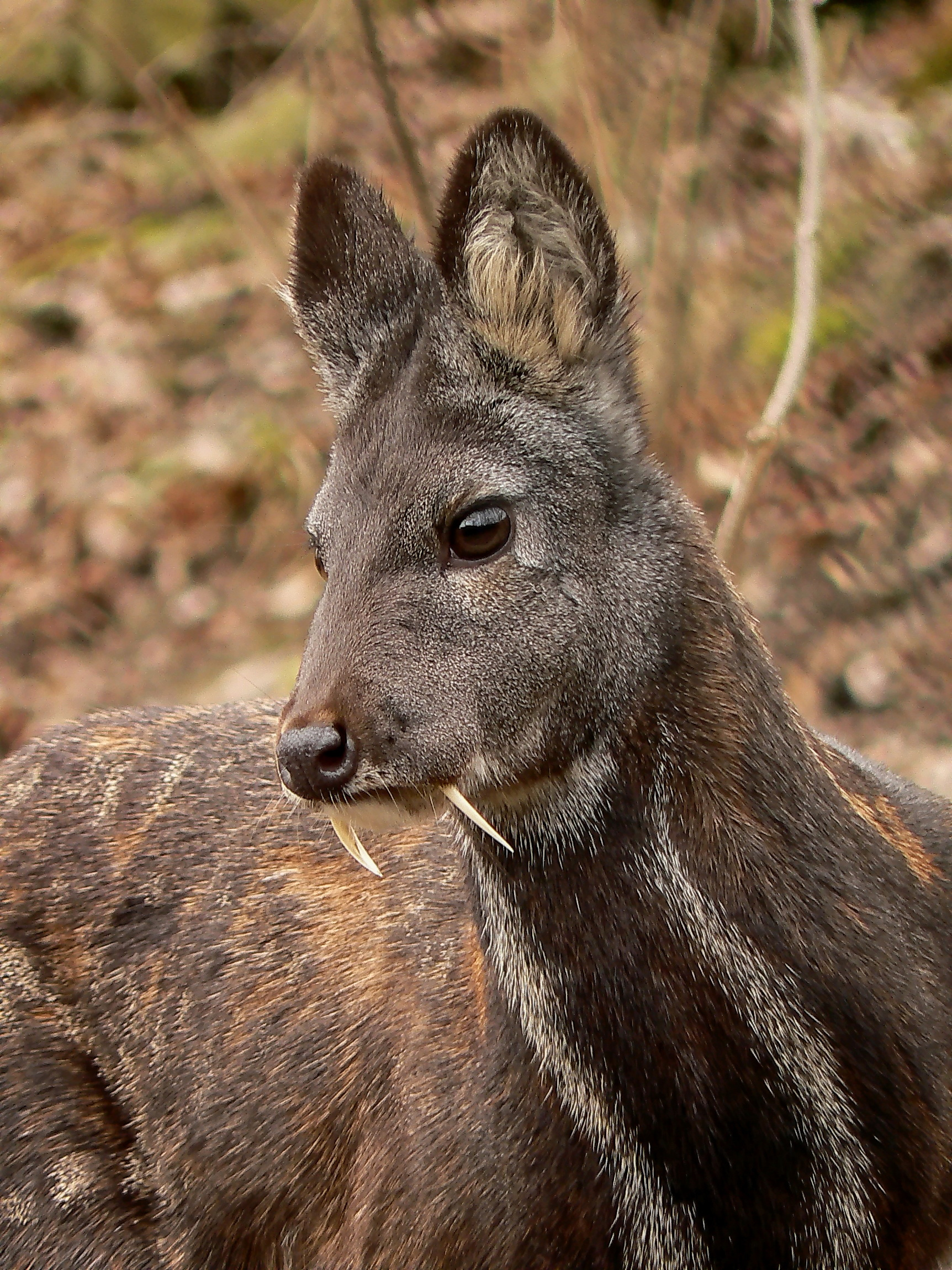
Porte-musc de Sibérie (Moschus moschiferus)
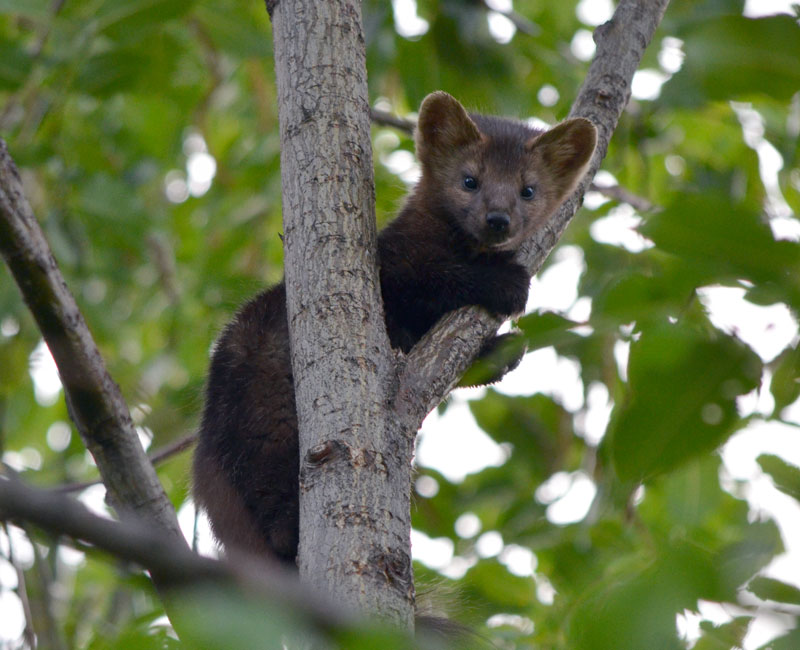
Zibeline (Martes zibellina)
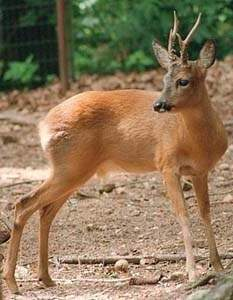
Chevreuil d'Asie (Capreolus pygargus)

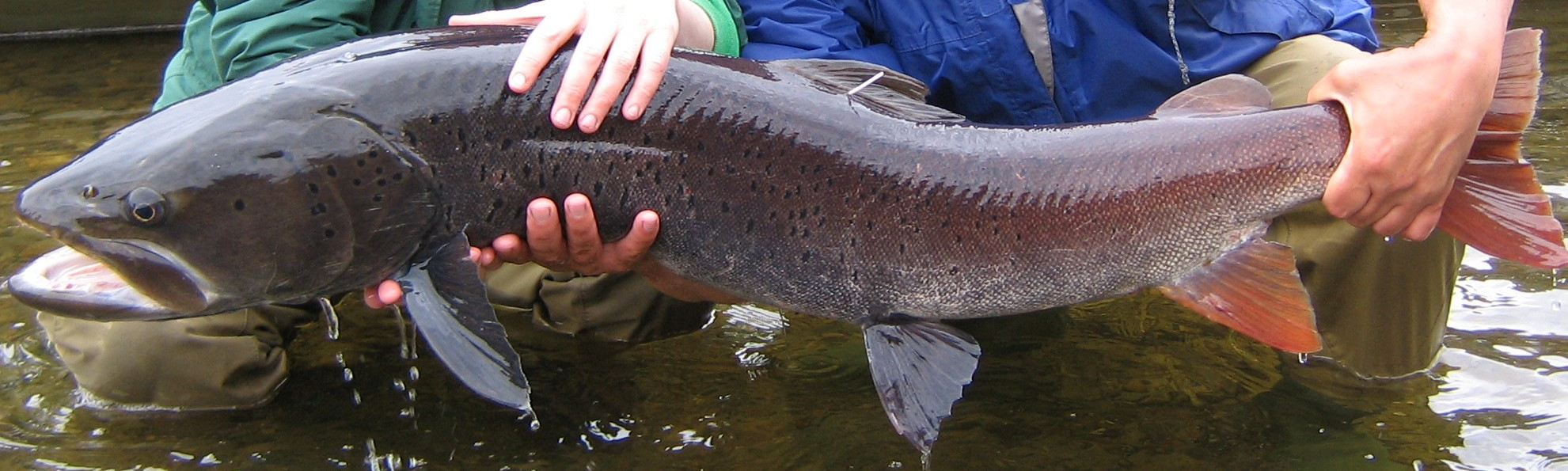
Hucho taimen Saumon de Sibérie 2007

## Accès
La réserve présente quatre itinéraires écotouristes pour le public. L'accès nécessite un permis qui est délivré à Oulan-Oude. Les scientifiques ont quant à eux accès à toute la réserve et peuvent organiser des visites avec des visiteurs.

## Photos

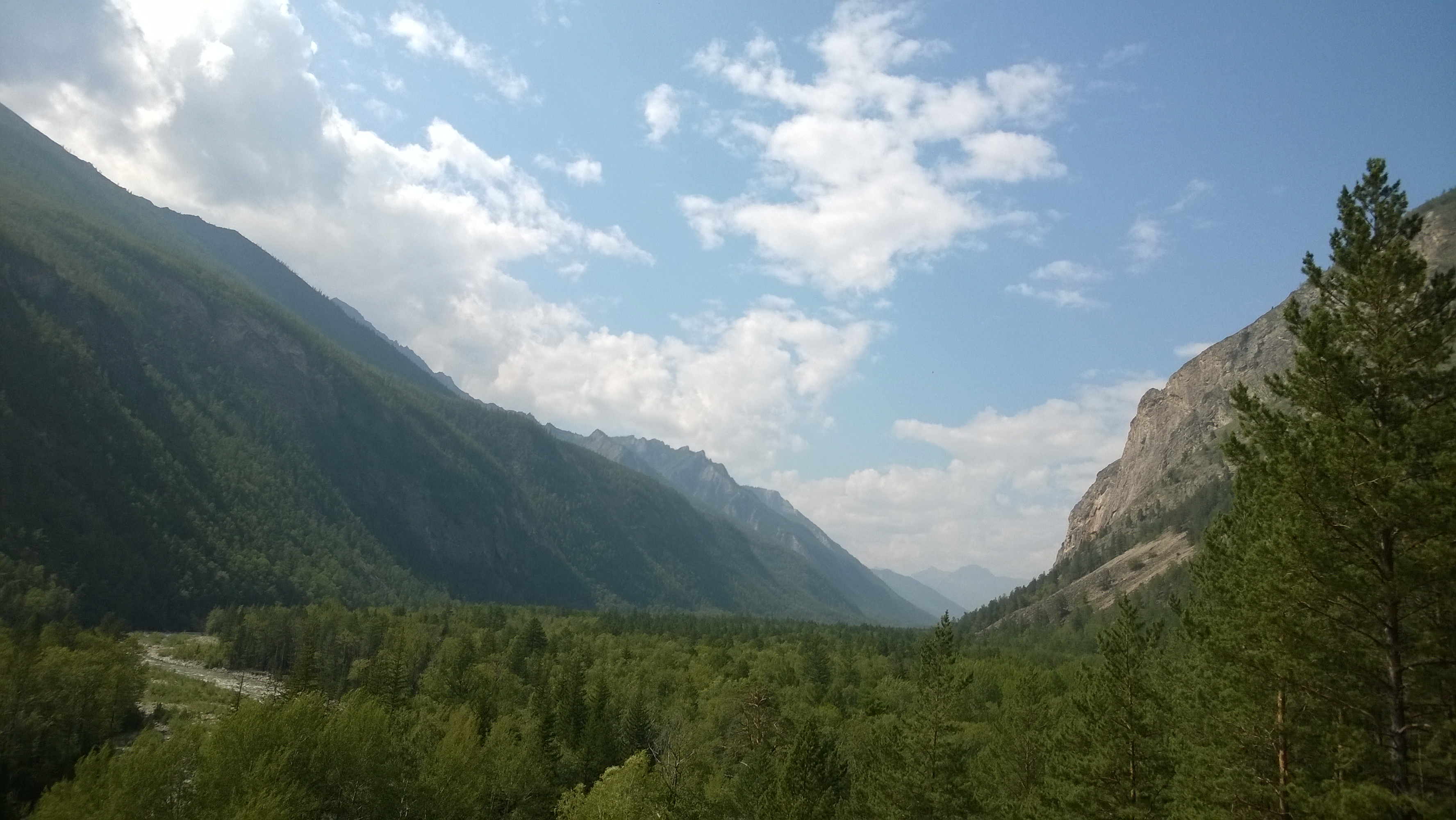
Monts Bargouzine
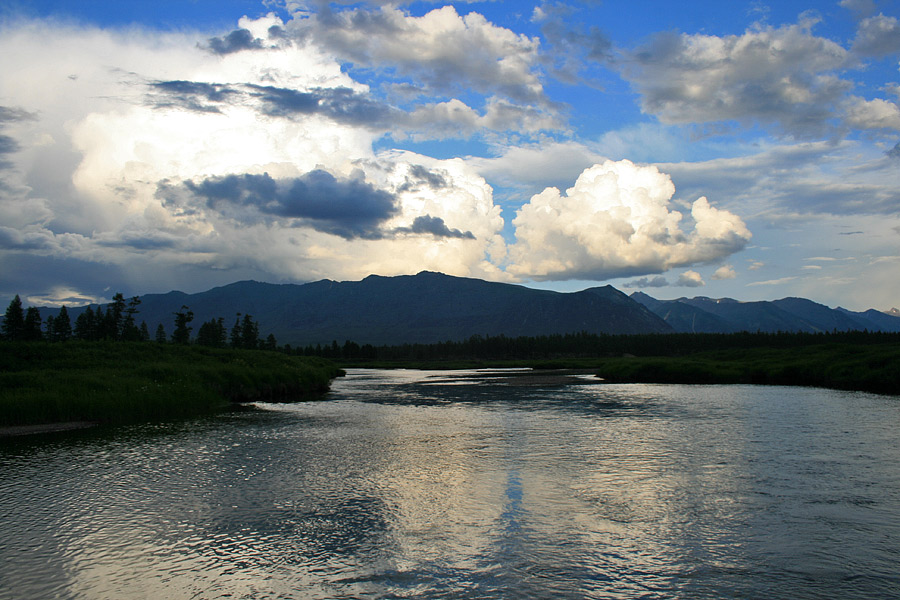
La rivière Bargouzine
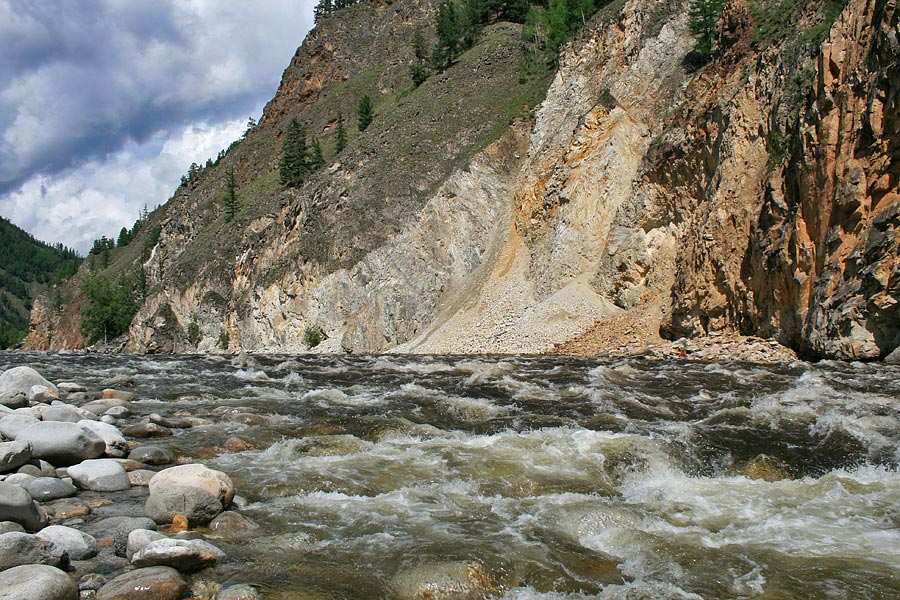
La rivière Bargouzine